# Gare d'Auburn
La  gare d'Auburn est une gare ferroviaire des États-Unis située à Auburn en Californie; Elle est desservie par Amtrak. C'est une gare sans personnel.

## Service des voyageurs

### Desserte
- Ligne d'Amtrak[1] :
  - Le Capitol Corridor: San Jose - Auburn